# Peter Turang
Peter Turang (Tataaran, 23 de fevereiro de 1947 – Jacarta, 4 de abril de 2025) foi um padre indonésio. Ele foi o arcebispo de Kupang.
Peter Turang foi ordenado sacerdote em 18 de dezembro de 1974.
Em 21 de abril de 1997, o Papa João Paulo II o nomeou Arcebispo Coadjutor de Kupang. O Arcebispo de Jacarta e Bispo Militar da Indonésia, cardeal Julius Riyadi Darmaatmadja S.J., o consagrou em 27 de julho do mesmo ano; Co-consagrantes foram Gregorius Manteiro SVD, Arcebispo de Kupang, e Pietro Sambi, Pró-Núncio Apostólico na Indonésia.
Após a morte de Gregorius Manteiros SVD, ele o sucedeu em 10 de outubro de 1997 como Arcebispo de Kupang.
Turang causou alguma controvérsia na comunidade católica indonésia quando repreendeu um padre chamado Romo Yohanes Subani. Subani, que foi educador e instrutor no St. Michael High Seminary em Kupang, não beijou o anel do bispo em 10 de janeiro de 2013 após uma celebração conjunta de Natal na Igreja da Catedral de Kupang, fazendo com que Turang admoestasse publicamente Subani na frente da congregação. Tanto Turang quanto, em menor medida, Subani foram criticados por sua conduta. Turang inicialmente defendeu seu comportamento, mas depois pediu desculpas.

## Morte
Turang morreu no dia 4 de abril de 2025 aos 78 anos, em Jacarta, Indonésia.